# The North Face
The North Face, Inc. је америчка подружница која производи опрему за рекреацију на отвореном. Од 2000. године налази се у власништву предузећа VF Corporation.